# Distrikt Alis

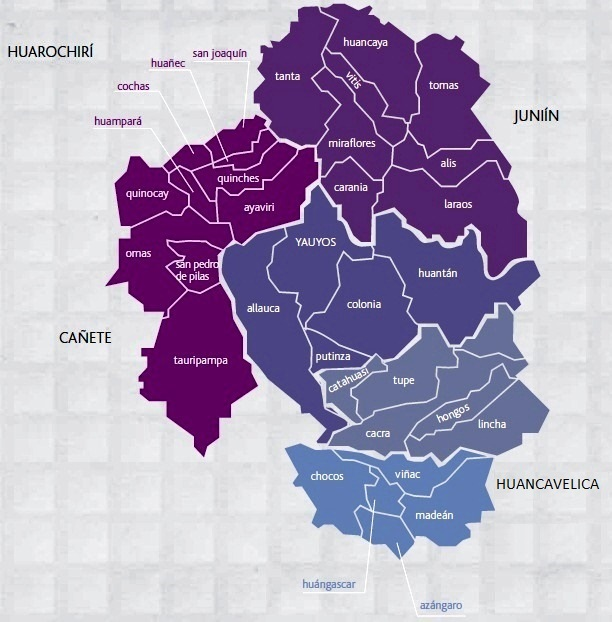
Karte der Provinz Yauyos

Der Distrikt Alis liegt in der Provinz Yauyos in der Region Lima im zentralen Westen von Peru. Der Distrikt wurde am 23. Februar 1920 gegründet. Er besitzt eine Fläche von 141 km². Beim Zensus 2017 wurden 1563 Einwohner gezählt. Im Jahr 1993 lag die Einwohnerzahl bei 3224, im Jahr 2007 bei 1519. Sitz der Distriktverwaltung ist die 3233 m hoch gelegene Ortschaft Alis mit 273 Einwohnern (Stand 2017). Alis befindet sich knapp 24,5 km nordöstlich der Provinzhauptstadt Yauyos. Das westliche Drittel des Distrikts liegt innerhalb des Schutzgebietes Reserva Paisajística Nor Yauyos Cochas.

## Geographische Lage
Der Distrikt Alis befindet sich in der peruanischen Westkordillere im Nordosten der Provinz Yauyos. Die Längsausdehnung in Ost-West-Richtung beträgt 25 km, die maximale Breite liegt bei 7,5 km. Der Distrikt reicht vom Río Cañete im äußersten Westen bis zur kontinentalen Wasserscheide im Osten. Das Areal wird über den Río Alis nach Westen zum Río Cañete entwässert.
Der Distrikt Alis grenzt im Süden an den Distrikt Laraos, im Westen an den Distrikt Miraflores, im Nordwesten an den Distrikt Vitis, im Norden an den Distrikt Tomas sowie im Osten an den Distrikt Yanacancha (Provinz Chupaca).

## Ortschaften
Im Distrikt gibt es neben dem Hauptort folgende größere Ortschaften:
- Yauricocha (1245 Einwohner)